# Henri Grellaud
Henri Pierre Grellaud (La Flotte, 30 november 1798 - Poitiers, 24 april 1867) was een Frans jurist en hoogleraar burgerlijk recht en notarieel recht aan de Universiteit van Poitiers.

## Biografie
Henri Grellaud was de zoon van een grootgrondbezitter en een broer van Alexandre Grellaud, die tevens hoogleraar in de rechten zou worden aan de universiteit van Aix-en-Provence. Hij behaalde in 1826 zijn diploma in de rechten aan de rechtsfaculteit van de Universiteit van Poitiers en promoveerde er in 1829 tot doctor in de rechten. Van 1831 tot 1867 was hij er vervolgens hoogleraar burgerlijk recht. In de periode 1840-1841 onderwees hij tevens politieke economie. Van 1840 tot 1843 doceerde hij ook notarieel recht.

## Werken
- (fr)  Analyse raisonnée et conférences des opinions des commentateurs et des arrêts sur la loi organisatrice du notariat, Fontenay-le-Comte, Petitot, 1821.
- (fr)  Jurisprudence de la cour royale de Poitiers, ou Journal des arrêts rendus par cette Cour, Poitiers, Imprimerie de Saurin, 1830 (samen met Pontois, Calmeil, Gaillard, Grellaud en Guillemeteau).
- (fr)  Qu'est-ce que le Peuple? Etude sur son droit de souveraineté et l'exercice de ce droit, Poitiers, 1852.

- Bibliothèque nationale de France: cb30539398d (data)
- Base Léonore: LH//1196/59
- Siprojuris: 50032
- Virtual International Authority File: 269273699